# Alan Haselhurst
Alan Haselhurst, né le 23 juin 1937, est un homme politique britannique europhile. 

## Biographie
Membre du parti conservateur, il est élu député dans l'élection partielle de 1977 pour la circonscription de Saffron Walden dans le comté d'Essex.
Haselhurst exerce les fonctions de vice-président de la Chambre des Communes du Parlement britannique (Chairman of Ways and Means (en)) de 1997 à 2010. Il est aussi, de 1999 au 2017, conseiller privé.
Il se retire de la politique en 2017. et devient membre de la Chambre des Lords.